# Lourosa (Santa Maria da Feira)
Pour les articles homonymes, voir Lourosa.
Lourosa est une paroisse civile portugaise (en portugais : freguesia) de la municipalité de Santa Maria da Feira dans le district d'Aveiro.

## Histoire
Bien que le nom de Laurosa apparaît dès le XIe siècle, la paroisse de Lourosa est fondée en 1128, après la bataille de São Mamede. Le village reste longtemps agricole.
Aux XIXe et XXe siècles, Lourosa se développe grâce à l'industrie du liège. La paroisse de Lourosa se voit décerner le rang de ville (vila) le 25 septembre 1985 puis le rang de cité (cidade) le 19 avril 2001.

## Démographie
Lors du recensement de 2021, Lourosa compte 8 003 habitants.